# Bethel, Cintalapa
Bethel är en ort i Mexiko.   Den ligger i kommunen Cintalapa och delstaten Chiapas, i den sydöstra delen av landet, 600 km sydost om huvudstaden Mexico City. Bethel ligger 1 118 meter över havet och antalet invånare är 115.
Terrängen runt Bethel är kuperad. Runt Bethel är det ganska glesbefolkat, med 26 invånare per kvadratkilometer. Närmaste större samhälle är Nueva Tenochtitlán, 17,0 km söder om Bethel. I omgivningarna runt Bethel växer huvudsakligen savannskog.